# Khâu Thanh Tuyền
Khâu Thanh Tuyền (邱清泉) (1902–1949) là một tướng lĩnh Trung Quốc Quốc Dân Đảng trong Chiến tranh Bắc phạt, các chiến dịch bao vây tiêu diệt Cộng sản, Chiến tranh Trung-Nhật lần thứ hai, và Nội chiến Trung Hoa. Trong Chiến dịch Hoài Hải, trận đánh quyết định trong Nội chiến Trung Hoa, ông thất bại khi giải cứu Binh đoàn 7 của tướng Hoàng Bá Thao và sau đó tự sát trên chiến trường.

## Thời trẻ và sự nghiệp
Khâu sinh ra trong một gia đình nông dân nghèo ở Chiết Giang, nhưng sớm bộc lộ tài năng ngay từ khi còn trẻ và rất chăm học. Năm 1922, ông vào học tại Đại học Thượng Hải, chuyên ngành Xã hội học. Năm 1924, ông đến Quảng Đông và được nhận vào trường Võ bị Hoàng Phố mới thành lập, học ngành công binh. Ông tham gia một loạt các cuộc chiến tại địa phương của quân Quốc dân, đưa Chính phủ Quốc dân nắm quyền trên toàn Thung lũng sông Châu Giang. Năm 1926, Thống chế Tưởng Giới Thạch trở thành Tổng tư lệnh quân Bắc phạt, Khâu được thăng lên Đại úy, tham gia một số trận đánh đẫm máu nhất trong cuộc chiến. Khi Quốc-Cộng chấm dứt hợp tác, ông cùng các bộ hạ khác của Tưởng bị Chính phủ thân cộng ở Vũ Hán của Thủ tướng Uông Tinh Vệ bắt giữ, nhưng họ trốn được về Nam Kinh. Khâu sau đó được Tưởng thăng hàm Thiếu tá. Năm 1928, ông được thăng Trung tá Tiểu đoàn trưởng, tham gia Đại chiến Trung Nguyên bên phe Tưởng. Năm 1931, ông được thăng Đại tá Trung đoàn trưởng thuộc Sư đoàn 10, và năm 1933 được thăng Thiếu tướng. Năm 1934, ông được gửi sang Đức học về chiến thuật tăng thiết giáp với Heinz Guderian tại Học viện Lục quân Phổ. Khi trở về Trung Hoa, ông trở thành một sáng lập viên của lực lượng thiết giáp Quốc dân đảng, và được bổ nhiệm làm Tham mưu trưởng Sư đoàn chỉnh biên, một trong những đơn vị tinh nhuệ nhất của Tưởng.

## Chiến tranh Trung-Nhật lần thứ hai
Trong Trận Nam Kinh, Khâu bị kẹt lại khi Nam Kinh bị chiếm, và bị ép đi lao động cưỡng bức, nhưng trốn thoát được vào năm sau, rồi được bổ nhiệm Phó tư lệnh Sư đoàn 200 (Quân đội Cách mạng Quốc dân) tinh nhuệ, sư đoàn thiết giáp duy nhất của Trung Hoa. Năm 1939, Khâu chỉ huy Sư đoàn 22 mới thành lập, thuộc Quân đoàn 5, tham gia trận Côn Lôn Quan, ông cắt đứt đường rút lui của quân Nhật, và giết chết Tư lệnh quân Nhật, Thiếu tướng Masao Nakamura. Nhờ chiến công, ông được thưởng Huân chương Bảo Đỉnh và thăng chức Phó tư lệnh Quân đoàn; ông cũng có biệt danh "Khâu Khùng" từ trận này. Năm 1942, sau một thời gian làm sĩ quan tham mưu cho Tưởng Giới Thạch, ông được thăng hàm Thiếu tướng, bổ nhiệm làm Tư lệnh Quân đoàn 5 và tham gia một số trận đánh với Quân đội Đế quốc Nhật Bản tại Vân Nam. Quân đoàn 5 sau đó chuyển sang đồn trú Côn Minh vào đầu năm 1945 đến khi Thế chiến II kết thúc.

## Nội chiến Trung Hoa
Sau chiến tranh chống Nhật, Tưởng Giới Thạch quyết định loại bỏ viên tướng quân phiệt Long Vân, Khâu và chỉ huy cũ của ông, tướng Đỗ Duật Minh bao vây viên quân phiệt này tại tổng hành dinh của ông ta và buộc ông ta từ chức. Năm 1946, lực lượng của ông được chuyển đến Nam Kinh, ông nhanh chóng mở một loạt chiến dịch đánh chiếm phần lớn vùng Cộng sản ở miền Trung Trung Hoa. Năm 1948, ông cứu thoát Quân đoàn 25 của Hoàng Bá Thao khỏi vòng vây quân Cộng sản trong Chiến dịch Đông Hà Nam, nhưng ông không được thăng thưởng trong khi Hoàng được thăng chức Tư lệnh Binh đoàn 7. Các gián điệp Cộng sản trong cấp chỉ huy tối cao Quốc dân đảng, bao gồm cả Phó tham mưu trưởng và Cục trưởng Cục Tác chiến, bắt đầu tung ra những tin đồn dẫn đến mâu thuẫn sâu sắc giữa hai tướng.

## Chiến dịch Hoài Hải
Tháng 11 năm 1948, Chiến dịch Hoài Hải trong Nội chiến Trung Hoa bắt đầu. Tuy nhiên, do lộ tinh tình báo và những quyết sách sai lầm của Tưởng Giới Thạch, Binh đoàn 7 bị bao vây ở làng Niễn Trang, phía đông Từ Châu. Binh đoàn 2 mới thành lập của Khâu và Binh đoàn 13 của Lý Di được giao nhiệm vụ giải cứu Hoàng Bá Thao đang bị vây. Nhưng sau 11 ngày giao tranh bất phân thắng bại, 160,000 quân Quốc dân không thể chọc thủng được tuyến phòng thủ của 170,000 quân Cộng sản. Ngày 22 tháng 11, Hoàng Bá Thao tự sát tại Bộ Tư lệnh Binh đoàn 7 và Binh đoàn bị tiêu diệt. Bộ Tổng tư lệnh Quân đội Quốc dân ra lệnh bỏ Từ Châu và các quân đoàn 2, 13 và 16 phải rút về phía nam sông Hoài, nhưng đường rút lui của họ bị nghẽn vì đoàn người tỵ nạn khổng lồ từ Từ Châu. Trên đường đến sông Hoài, họ lại nhận được lệnh Tưởng Giới Thạch phải quay sang hướng tây bắc đi cứu Binh đoàn 12 của Hoàng Duy, và rồi cũng bị Dã chiến quân Hoa Đông phe Cộng sản bao vây. Sau một tháng bị bao vây giữa mùa đông, quân Quốc dân không còn khả năng phá vậy, Khâu chỉ huy Bộ Tư lệnh Binh đoàn tìm cách phá vây ngày 10 tháng 1 năm 1949. Sau khi nhận ra không thể phá vây, ông bắn vào bụng tự sát. Sau đó ông được truy phong Thượng tướng và Huân chương Thanh thiên bạch nhật.

## Vinh dự và Gia đình
Tướng Khâu kết hôn hai lần và có hai con trai, gia đình ông hiện đang sống tại Đài Loan. Suốt sự nghiệp, ông từng được tưởng thưởng Huân chương Thanh thiên bạch nhật, Huân chương Vân Huy, Huân chương Bảo Đỉnh và Presidential Medal of Freedom từ người Mỹ. Sân bay Thanh Tuyền Cương tại Đài Trung, Đài Loan được đặt theo tên ông.